# ARA Ciudad de Rosario (Q-62)
El multipropósito ARA Ciudad de Rosario (Q-62) (MPCR) es el balizador costero líder de la clase Red, botado originalmente como USCGC Red Wood (WLM-685) para la Guardia Costera de Estados Unidos. Fue incorporado por la Armada Argentina el 30 de mayo de 2000 y se encuentra en servicio con la División Patrullado Fluvial.

## Historia
El USCGC Red Wood (WLM-685) fue construido por el Coast Guard Yard a mediados de la década de 1960. Era el primero de una serie de las cinco unidades clase Red. Tiene capacidad de romper packs de hielo de hasta 60 cm de espesor, pudiendo abrir brechas navegables.
Fue comprado por la Argentina a un precio simbólico de USD 45 000, pertenece a la Escuadrilla de Ríos, la cual depende del Área Naval Fluvial. Tiene su asiento en la Base Naval Zárate, pero amarra habitualmente en el Apostadero Naval Dársena Norte, situado en la ciudad de Buenos Aires. 
Desarrolla tareas de control y vigilancia de los espacios fluviales en jurisdicción del Área Naval Fluvial, incluyendo actividades de apoyo a la comunidad, salvamento y transporte de personal y lanchas de la Infantería de Marina. Las actividades operativas son variadas. La participación en ejercicios conjuntos y combinados es constante, realizando despliegues en diversos puntos del litoral fluvial argentino. Además, realiza el adiestramiento de cadetes, como los de la Escuela Nacional Fluvial.
Por otra parte, todos los años la unidad colabora en las campañas sanitarias para poblaciones aisladas en el Río Paraná. En 2004, 2008 y 2009 formó parte de una Campaña Sanitaria en diversos poblados del Río Paraná, atendiendo necesidades clínicas y odontológicas de la población más aislada. En estas misiones fue acompañada por la lancha patrullera ARA Río Santiago (P-66).
En octubre de 2014, prestó apoyo al Servicio de Hidrografía Naval durante una campaña batimétrica en el Canal Magdalena. En febrero de 2015, el buque navegó hasta la Base Naval Puerto Belgrano, trasladando cadetes de la Escuela Naval Militar para su adiestramiento, aprovechando la ocasión para acompañar a su gemelo ARA Punta Alta en tareas de balizamiento en el canal principal de acceso a Bahía Blanca.